# 美心MX

美心MX第一代標誌

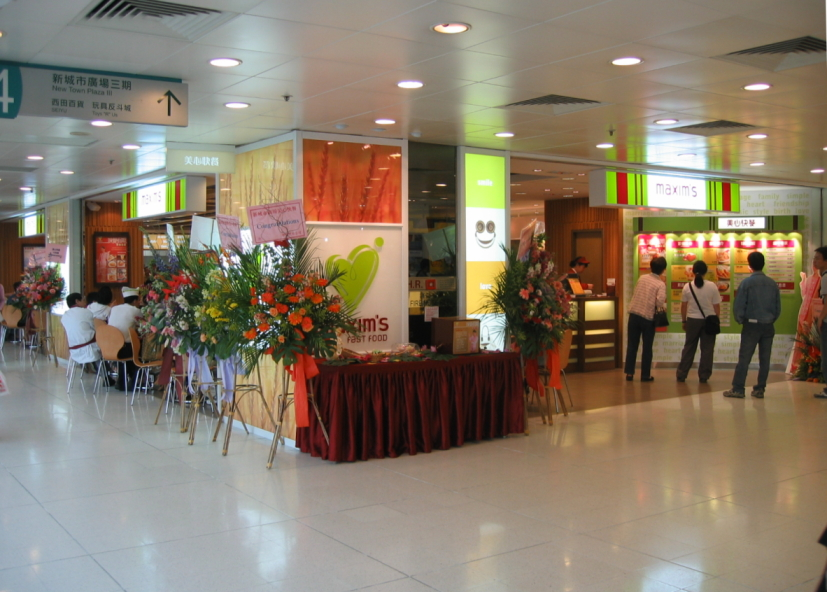
新城市廣場美心快餐（2005年）

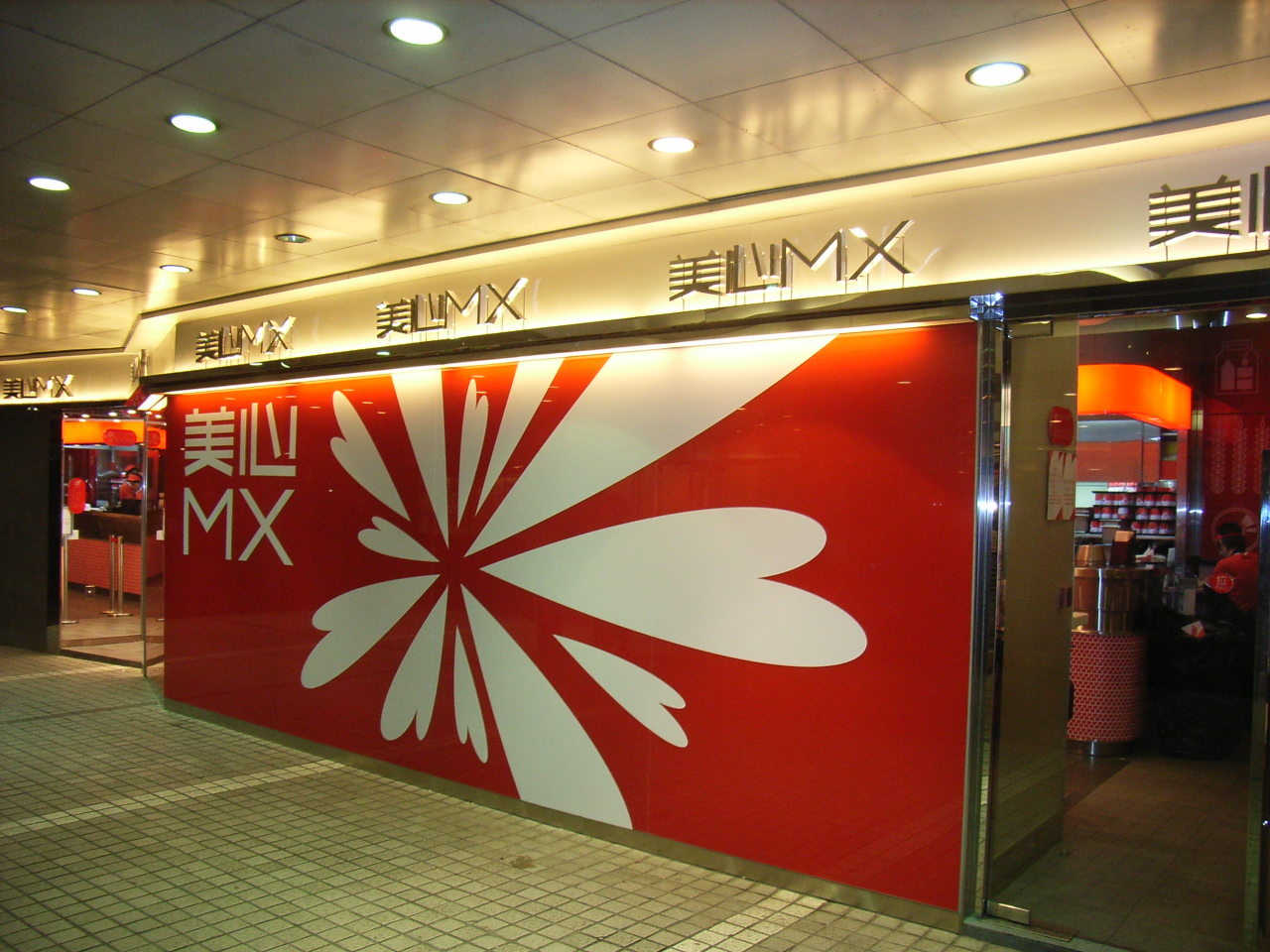
中環香港大會堂美心MX外觀

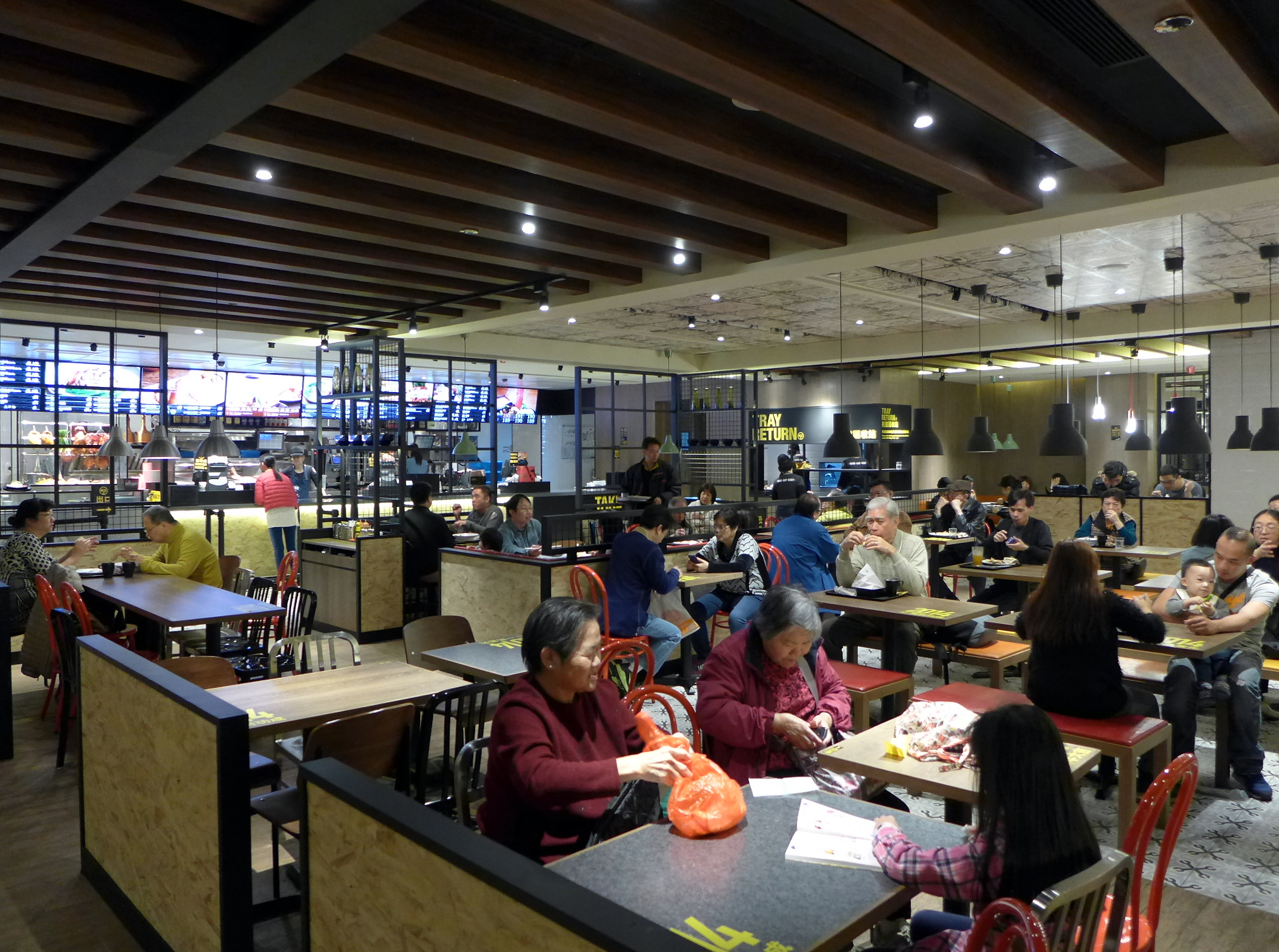
荃灣綠楊坊MX內部

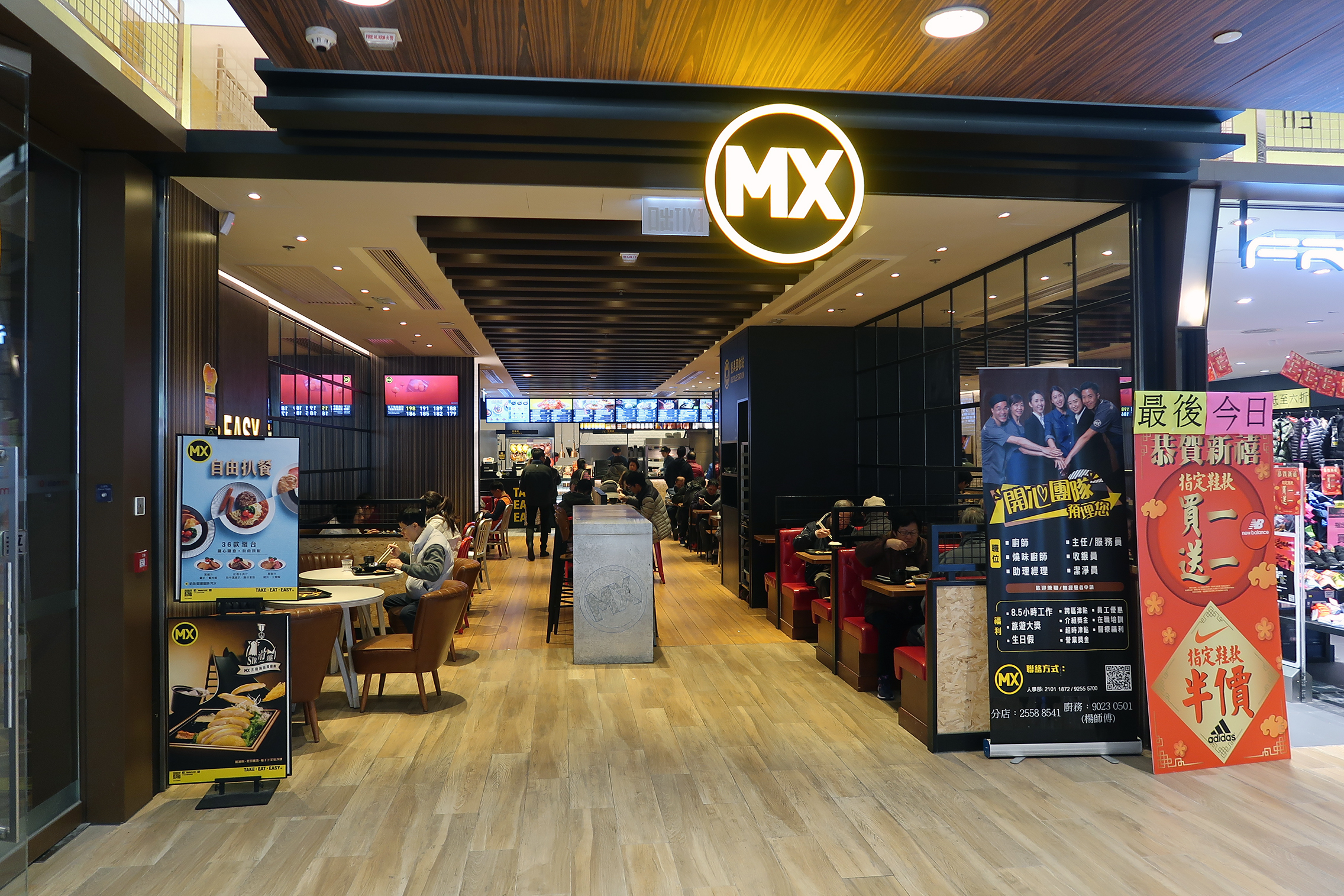
杏花新城MX（已結業）

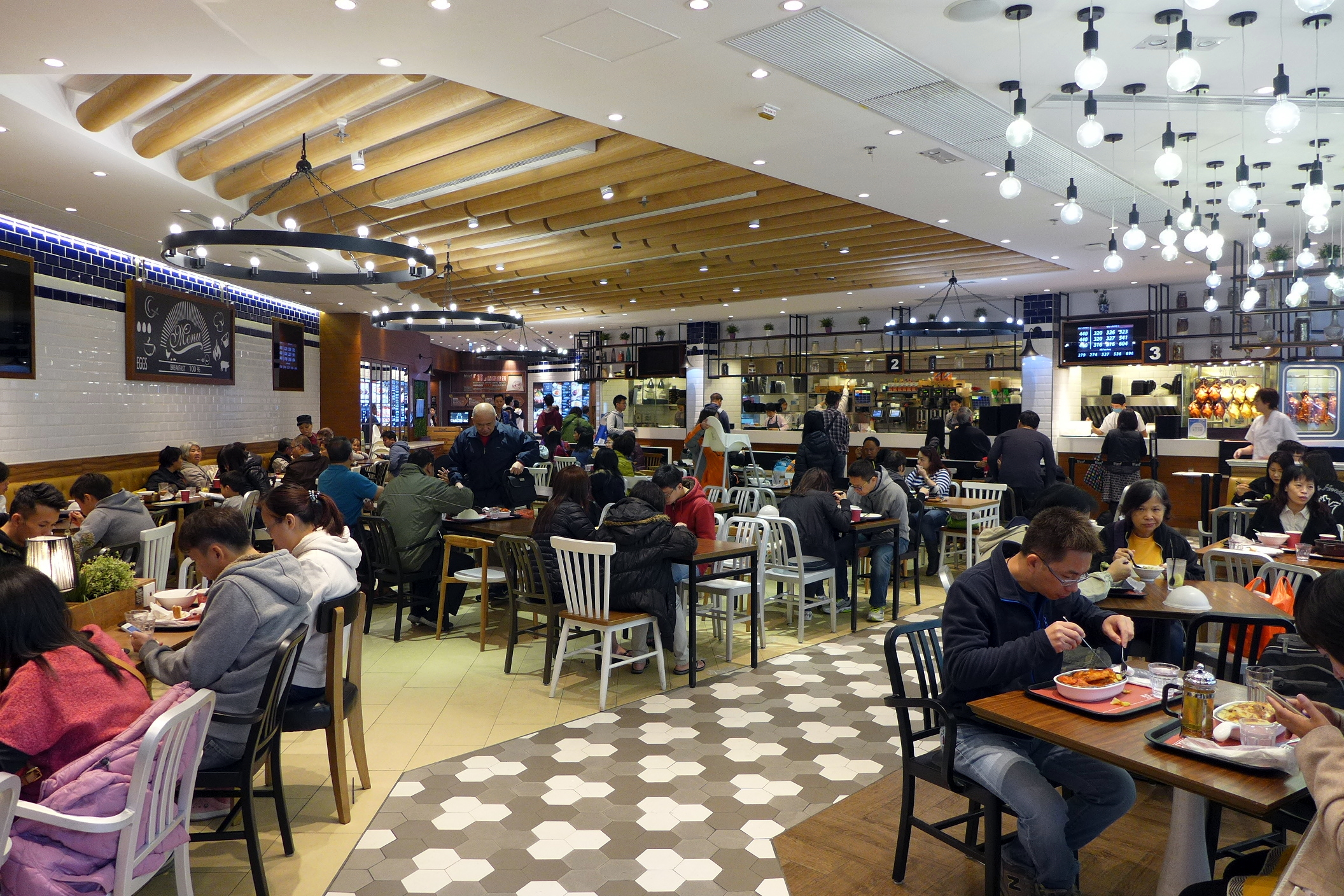
九龍灣德福廣場美心food²

美心MX（英語：Maxim's MX），是一間香港連鎖港式快餐店，為美心食品有限公司主線快餐品牌，在品牌改變前一直使用名稱「美心快餐」經營本地連鎖快餐業務。副線品牌包括千燒百味、美心food²、m.a.x. concepts管理的can．teen、Deli-O等。其主要同類競爭對手有大快活和大家樂。
美心的快餐部及機構餐務部現時為同一管理，機構餐務部主要為工商機構、大學、醫院、主題公園提供膳食服務。

## 歷史
1972年，首家美心快餐店成立，位置在皇后大道中，除供應茶點及西菜外，中午特設飯盒外賣，門市又有「美心熱狗」及「美心漢堡包」零售。當年，麥當勞開始在香港經營。美心創辦人伍舜德、伍沾德兄弟判斷中式快餐店應該比西式受歡迎，例如同樣賣雞腿，美心可賣中式的醃雞腿而不是西式炸雞腿，所以決定開設中式快餐店。
美心在二十世紀八十年代大舉進軍快餐業之前，只在港島、尖沙咀及何文田愛民邨等人流較多的地區開設快餐店作試點。之後，當發現市場反應理想，才逐漸向其他新發展的市鎮或區域擴散。1983年，美心趁荃灣綠楊新邨落成入伙的時刻，集團除了在該區發展中、高檔次的酒樓和餐廳外，還開辦了美心快餐。該家設計新穎的快餐店中，除了傳統中式食品如粥、粉、麵、飯外，還有西式鐵板燒和日式定食，為區內市民帶來耳目一新的飲食感受。綠楊新邨美心快餐店取得驕人成績後，美心遂在1984年分別在旺角彌敦道信和中心側及牛頭角淘大花園開設多兩家美心快餐店。在1986至1990年間，分別在牛池灣彩雲邨、沙田禾輋邨、大圍新翠邨、黃大仙竹園邨、杏花邨、鰂魚涌康怡花園、紅磡黃埔花園、干諾道中、皇后大道中、銅鑼灣禮頓中心、薄扶林置富南區廣場、大埔太和邨、土瓜灣、青衣長發邨、屯門蝴蝶邨、元朗廣場、新葵興花園、觀塘裕民坊及翠屏北邨等地開設分店，使美心快餐的分店數目增加至32家，分佈港、九、新界各地。
1990年代，曾一度出現數個副線品牌，包括「美心美食」（Maxim's Delight）、「知味屋」、「燒味至尊」、「上海風味」、主攻尖沙咀及中環地區的「Maxim's Cafe Express」及金鐘海富中心「YoYo Express」。
1993年，美心分別在廣州環市路及上海四川北路開設美心快餐店及美心餅店。1994年，美心再在廣州、佛山和上海開設合共4家快餐店及4家餅店。可惜中國市場業務出現虧損，最終撤出中國市場。伍沾德總結經驗後表示，當年雖容許外資以合資經營模式經營餐館，但美心派出去管理出品和營業的總經理，與中方派來管人事和政府事務的人員，步伐不一致，合作遇上困難。另外，當年中國高檔次消費市場未成氣候，一般人到普通餐廳只要花六、七塊即能吃飽，但美心在廣州賣一個快餐也要十五元。市場還未準備好，惟有暫行退出。
2000年代初，在金鐘太古廣場開設「御膳」，旺角新世紀廣場及九龍塘又一城開設「千燒百味」，全為美食廣場攤位，主要提供燒味為主。「御膳」於2000年代初結業，而該兩間「千燒百味」於2008年中結業，只剩2007年4月於翔天廊開設的「千燒百味」。
2000年，機構餐務部於東涌東薈城開設「繽紛美食坊」（Funtasia），承包全部十個食品攤位及提供自助餐，於2006年結業。
2001年，機構餐務部曾於龍翔中心開設東南亞菜快餐「泰知味」，但於一年後結業。
2004年，由李永銓為「美心快餐」改變形象，商標以「加多一點點」為題，用簡單心型線條及一點為標誌，主調為綠色，不過只維持了一年多。同年，推出即食微波爐飯盒及小菜，分別於7-11便利店及惠康超級市場發售。
2005年起，「美心快餐」、「Cafe Express」及「美心美食」開始陸續全部革新為「美心MX」，由陳幼堅設計新標誌，主調為紅色，以及梁志天執手室內設計，請來多位名家為店內添上畫像，並獲多個室內設計雜誌社及組織多個獎項，包括：美國紐約室內設計雜誌《Hospitality Design》快餐組金獎。首間位於鰂魚涌的分店試行設有「Grab n Go」攤位，提供三文治、焗飯、薄餅、小食等，及設「千燒百味」攤位，於2007年結束。但微波爐即食食品則繼續沿用「美心快餐」品牌。
2007年10月，九龍灣德福廣場美心food²開業，位置前身為「大滿貫」，提供與美心MX近乎相同的食品，但環境較清雅，及即製食品由服務員代客捧餐，顧客只需持號碼牌在座位等候。
2009年4月，赤鱲角香港國際機場一號客運大樓美心food²開業，並推出「美心飛機燒鵝」券。
2010年5月，在鴨脷洲海怡半島開設美心香港地茶餐廳，同年10月及12月再分別於小西灣小西灣廣場及上水上水廣場增加分店，及後再開設更多分店。
2015年5月，紅磡黃埔花園美心MX全面翻新，改為「MX」品牌，新標誌主調為黑底黃字，並更改原本食譜，引入自助點餐機，但裝潢及定位較一般「美心MX」高級。現時部分分店仍保留「美心MX」裝潢。
2018年起，在一些新分店安裝自助點餐觸控屏。
2022年起，部分分店重新使用「美心MX」品牌名稱。

## 外部連結
- 美心MX官網 （页面存档备份，存于）（繁體中文）（英文）